# Calumet Heights
Pour les articles homonymes, voir Calumet (homonymie).

Situation de Calumet Heights dans la ville de Chicago

Calumet Heights est l'un des 77 secteurs communautaires de la ville de Chicago aux États-Unis.